# Campeonato Mundial de Atletismo de 2022 - 35 km marcha atlética masculina
A competição da marcha atlética masculina 35 km no Campeonato Mundial de Atletismo de 2022 foi realizada em Eugene, nos Estados Unidos, no dia 24 de julho de 2022.

## Recordes
Antes da competição, os recordes eram os seguintes:
| Recorde mundial                               | Recordes mundiais serão reconhecidos após 1º de janeiro de 2023 | Recordes mundiais serão reconhecidos após 1º de janeiro de 2023 | Recordes mundiais serão reconhecidos após 1º de janeiro de 2023 | Recordes mundiais serão reconhecidos após 1º de janeiro de 2023 |
| Recorde do campeonato                         | Novo evento                                                     | Novo evento                                                     | Novo evento                                                     | Novo evento                                                     |
| Recorde do ano                                | Masatora Kawano (JPN)                                           | 2:26:40                                                         | Wajima, Japão                                                   | 17 de abril de 2022                                             |
| Recorde da África                             | Wayne Snyman (RSA)                                              | 2:32:52                                                         | Cidade do Cabo, África do Sul                                   | 15 de janeiro de 2022                                           |
| Recorde da Ásia                               | Masatora Kawano (JPN)                                           | 2:26:40                                                         | Wajima, Japão                                                   | 17 de abril de 2022                                             |
| Recorde da América do Norte, Central e Caribe | José Luis Doctor (MEX)                                          | 2:29:24                                                         | Dudince, Eslováquia                                             | 23 de abril de 2022                                             |
| Recorde da América do Sul                     | José Montana (COL)                                              | 2:30:46                                                         | Dudince, Eslováquia                                             | 23 de abril de 2022                                             |
| Recorde da Europa                             | Desempenho alvo                                                 | 2:24:00                                                         |                                                                 |                                                                 |
| Recorde da Oceania                            | Sem registro homologado                                         | Sem registro homologado                                         | Sem registro homologado                                         | Sem registro homologado                                         |

Os seguintes recordes mundiais ou olímpicos foram estabelecidos durante esta competição:
| Data        | Evento | Atleta                | Tempo   | Notas                 |
| ----------- | ------ | --------------------- | ------- | --------------------- |
| 24 de julho | Final  | Massimo Stano (ITA)   | 2:23:14 | ,                     |
| 24 de julho | Final  | Masatora Kawano (JPN) | 2:23:15 | Recorde asiático      |
| 24 de julho | Final  | Brian Pintado (ECU)   | 2:24:37 | Recorde sul-americano |
| 24 de julho | Final  | Evan Dunfee (CAN)     | 2:25:02 | Recorde da América    |
| 24 de julho | Final  | Wayne Snyman (RSA)    | 2:31:15 | Recorde africano      |

## Medalhistas
| Ouro                | Prata                 | Bronze                  |
| Massimo Stano (ITA) | Masatora Kawano (JPN) | Perseus Karlström (SWE) |

## Tempo de qualificação
| Tempo de qualificação                |
| ------------------------------------ |
| 2:33:00 ou 3:50:00 em 50 quilômetros |

## Calendário
| Data        | Horário | Fase  |
| ----------- | ------- | ----- |
| 24 de julho | 06:15   | Final |

Todos os horários estão no horário local (UTC-7)

## Resultado final
A final ocorreu dia 24 de julho às 06:15. 
| Pos.              | Atleta                 | Nacionalidade  | Tempo   | Notas                 |
| ----------------- | ---------------------- | -------------- | ------- | --------------------- |
| Medalha de ouro   | Massimo Stano          | Itália         | 2:23:14 | ,                     |
| Medalha de prata  | Masatora Kawano        | Japão          | 2:23:15 | Recorde asiático      |
| Medalha de bronze | Perseus Karlström      | Suécia         | 2:23:44 | Recorde pessoal       |
| 4                 | Brian Pintado          | Equador        | 2:24:37 | Recorde sul-americano |
| 5                 | He Xianghong           | China          | 2:24:45 | Recorde nacional      |
| 6                 | Evan Dunfee            | Canadá         | 2:25:02 | Recorde da América    |
| 7                 | Caio Bonfim            | Brasil         | 2:25:14 | Recorde nacional      |
| 8                 | Éider Arévalo          | Colômbia       | 2:25:21 | Recorde nacional      |
| 9                 | Tomohiro Noda          | Japão          | 2:25:29 | Recorde pessoal       |
| 10                | Miguel Ángel López     | Espanha        | 2:25:58 | Recorde nacional      |
| 11                | Ricardo Ortíz          | México         | 2:27:11 | Recorde nacional      |
| 12                | Ever Palma             | México         | 2:27:55 | Recorde pessoal       |
| 13                | Aleksi Ojala           | Finlândia      | 2:28:22 | Recorde nacional      |
| 14                | Aurélien Quinion       | França         | 2:28:46 | Recorde nacional      |
| 15                | Zhaxi Yangben          | China          | 2:28:56 | Recorde pessoal       |
| 16                | César Rodríguez        | Peru           | 2:29:24 | Recorde nacional      |
| 17                | Xu Hao                 | China          | 2:29:55 | Recorde pessoal       |
| 18                | Rhydian Cowley         | Austrália      | 2:30:34 | Recorde nacional      |
| 19                | Dawid Tomala           | Polónia        | 2:30:47 | Recorde pessoal       |
| 20                | Wayne Snyman           | África do Sul  | 2:31:15 | Recorde africano      |
| 21                | Miroslav Úradník       | Eslováquia     | 2:31:16 | Recorde pessoal       |
| 22                | José Luis Doctor       | México         | 2:32:43 |                       |
| 23                | Vít Hlaváč             | Chéquia        | 2:32:50 | Recorde nacional      |
| 24                | Andrés Chocho          | Equador        | 2:33:28 |                       |
| 25                | Brendan Boyce          | Irlanda        | 2:33:31 | Recorde da temporada  |
| 26                | Daisuke Matsunaga      | Japão          | 2:33:56 |                       |
| 27                | Marius Žiūkas          | Lituânia       | 2:34:16 | Recorde nacional      |
| 28                | Diego Pinzón           | Colômbia       | 2:34:26 | Recorde pessoal       |
| 29                | Alexandros Papamichail | Grécia         | 2:34:48 | Recorde nacional      |
| 30                | Érick Bernabé Barrondo | Guatemala      | 2:35:01 |                       |
| 31                | Dominik Černý          | Eslováquia     | 2:35:39 | Recorde pessoal       |
| 32                | Álvaro López           | Espanha        | 2:36:20 |                       |
| 33                | Artur Mastianica       | Lituânia       | 2:36:25 | Recorde pessoal       |
| 34                | Karl Junghannß         | Alemanha       | 2:38:50 |                       |
| 35                | Georgiy Sheiko         | Cazaquistão    | 2:39:47 |                       |
| 36                | Nick Christie          | Estados Unidos | 2:41:08 | Recorde da temporada  |
| 37                | Arnis Rumbenieks       | Letônia        | 2:42:47 |                       |
| 38                | Marius Iulian Cocioran | Roménia        | 2:43:27 |                       |
| 39                | Rui Coelho             | Portugal       | 2:44:55 | Recorde da temporada  |
| 40                | Carl Dohmann           | Alemanha       | 2:45:44 |                       |
| 41                | Jhonatan Amores        | Equador        | DNF     | DNF                   |
| 41                | Carl Gibbons           | Austrália      | DNF     | DNF                   |
| 41                | Luis Henry Campos      | Peru           | DNF     | DNF                   |
| 41                | José Montana           | Colômbia       | DNF     | DNF                   |
| 41                | João Vieira            | Portugal       | DNF     | DNF                   |
| 41                | Andrea Agrusti         | Itália         | DSQ     | DSQ                   |
| 41                | Artur Brzozowski       | Polónia        | DSQ     | DSQ                   |
| 41                | Aku Partanen           | Finlândia      | DSQ     | DSQ                   |
| 41                | Luis Ángel Sánchez     | Guatemala      | DSQ     | DSQ                   |
| 41                | Marc Tur               | Espanha        | DSQ     | DSQ                   |

Legenda
| Recorde mundial       | Recorde mundial (World record)               |                       | Recorde africano                      | Recorde africano (African) |                                           | Q | Classificado por posição (Qualified) |
| Recorde do campeonato | Recorde do campeonato (Championship record)  | Recorde da América    | Recorde da América (Americas)         | q                          | Classificado por melhor tempo (Qualified) |   |                                      |
| Melhor marca do ano   | Melhor marca do ano (World leading)          | Recorde asiático      | Recorde asiático (Asian)              | DNS                        | Não largou (Did not start)                |   |                                      |
| Recorde nacional      | Recorde nacional (National record)           | Recorde europeu       | Recorde europeu (European)            | DNF                        | Não terminou (Did not finish)             |   |                                      |
| Recorde pessoal       | Recorde pessoal do atleta (Personal best)    | Recorde da Oceania    | Recorde da Oceania (Oceania)          | DSQ / DQ                   | Desclassificado (Disqualified)            |   |                                      |
| Recorde da temporada  | Recorde da temporada do atleta (Season best) | Recorde sul-americano | Recorde sul-americano (South America) | NM                         | Sem marca (No mark)                       |   |                                      |